# Pycnacantha echinotes
Pycnacantha echinotes là một loài nhện trong họ Araneidae.
Loài này thuộc chi Pycnacantha. Pycnacantha echinotes được Wilhelm Meise miêu tả năm 1932.